# John Barth
John Simmons Barth, född 27 maj 1930 i Cambridge, Maryland, död 2 april 2024 i Bonita Springs, Florida, var en amerikansk författare.